# Iberina mazarredoi
Espèce
Iberina mazarredoi est une espèce d'araignées aranéomorphes de la famille des Hahniidae.

## Distribution
Cette espèce se rencontre en Espagne en Biscaye au Pays basque et en Cantabrie et en France dans une grotte des Pyrénées-Atlantiques,.

## Description
Iberina mazarredoi mesure 1,5 mm.

## Étymologie
Cette espèce est nommée en l'honneur de Carlos de Mazarredo.

## Publication originale
- Simon, 1881 : Arachnides nouveaux ou peu connus des provinces basques. Anales de la Sociedad Española de Historia Natural, vol. 10, p. 127-132 (texte intégral).